# Amphiura pachybactra
Amphiura pachybactra är en ormstjärneart som beskrevs av Murakami 1942. Amphiura pachybactra ingår i släktet Amphiura och familjen trådormstjärnor. Inga underarter finns listade i Catalogue of Life.